# Анонимная баварская хроника
Анонимная баварская хроника (лат. Anonymi chronicon Bavaricum) — написанное на латинском языке неизвестным автором сочинение, повествующее главным образом об истории герцогства Бавария и Священной Римской империи. Охватывает период с 1253 по 1518 гг.

## Издания
- Anonymi chronicon Bavaricum // Rerum Boicarum Scriptores nusquam antehac editi, Bd. 1. Augsburg. 1763.

## Переводы на русский язык
- Анонимная баварская хроника в переводе И. М. Дьяконова на сайте Восточной литературы